# Ленкоранска низина
Ленкоранската низина или Талишка низина (на азербайджански: Lənkəran ovalığı; на руски: Ленкоранская низменность) е низина разположена в крайната югоизточната част на Закавказието в най-южната част на Азербайджан.
Простира се на 25 – 30 km от север на юг между крайбрежието на Каспийско море на изток и Талишките планини на запад. Ширина 5 – 6 km. Представлява слабонаклонена на изток към морето, с четири морски тераси равнина, изградена от пясъци, глини, чакъли и суглинки. Климатът е субтропичен. Средна юлска температура 24-25 °C, средна януарска от 3,2 до -1,5 °C. Валежите са обилни 1400 – 1700 mm с максимум през зимата. Отводнява се от малки и къси реки (Улюмчай, Ленкоран и др.) спускащи се от Талишките планини и вливащи се в Каспийско море. Заета е от низинно-горски и ливадно-блатни ландшафти. Почвите са блатно-ливадни и жълтоземно-подзолисти. Горите са от гиркански тип – кестенов дъб, желязно дърво, гледичия, елша. Големи пространства са заети от тръстикови блата. Отглеждат се ориз, чай, тютюн, плодове и др. Главно населено място е град Ленкоран.